# 버진 갤럭틱
버진 갤럭틱(영어: Virgin Galactic)은 버진 그룹의 회장인 리처드 브랜슨이 설립한 우주 여행 사업 회사이다.

## 개요
스페이스 쉽 원 탄도 비행을 위해 Ansari X Prize에 승리 상금 1000만 달러를 획득했다. 스케일드 컴포지트 사로부터 기술 제공을 받아 스페이스 쉽 2를 이용해 VSS 엔터 프라이즈를 개발하고 미국 뉴멕시코주와 스웨덴 북부에 스페이스 포트를 건설하고있다. 2011년 11월 현재 우주 여행자를 모집 중이며, 400명이 돈을 지불 우주 여행을 갈 날을 기다리고 있다. 세계 최초의 우주 관광객 100명은 설립자가 있다. 그 중에 일본인도 3명이 포함되어 있다.

## 보유 기종

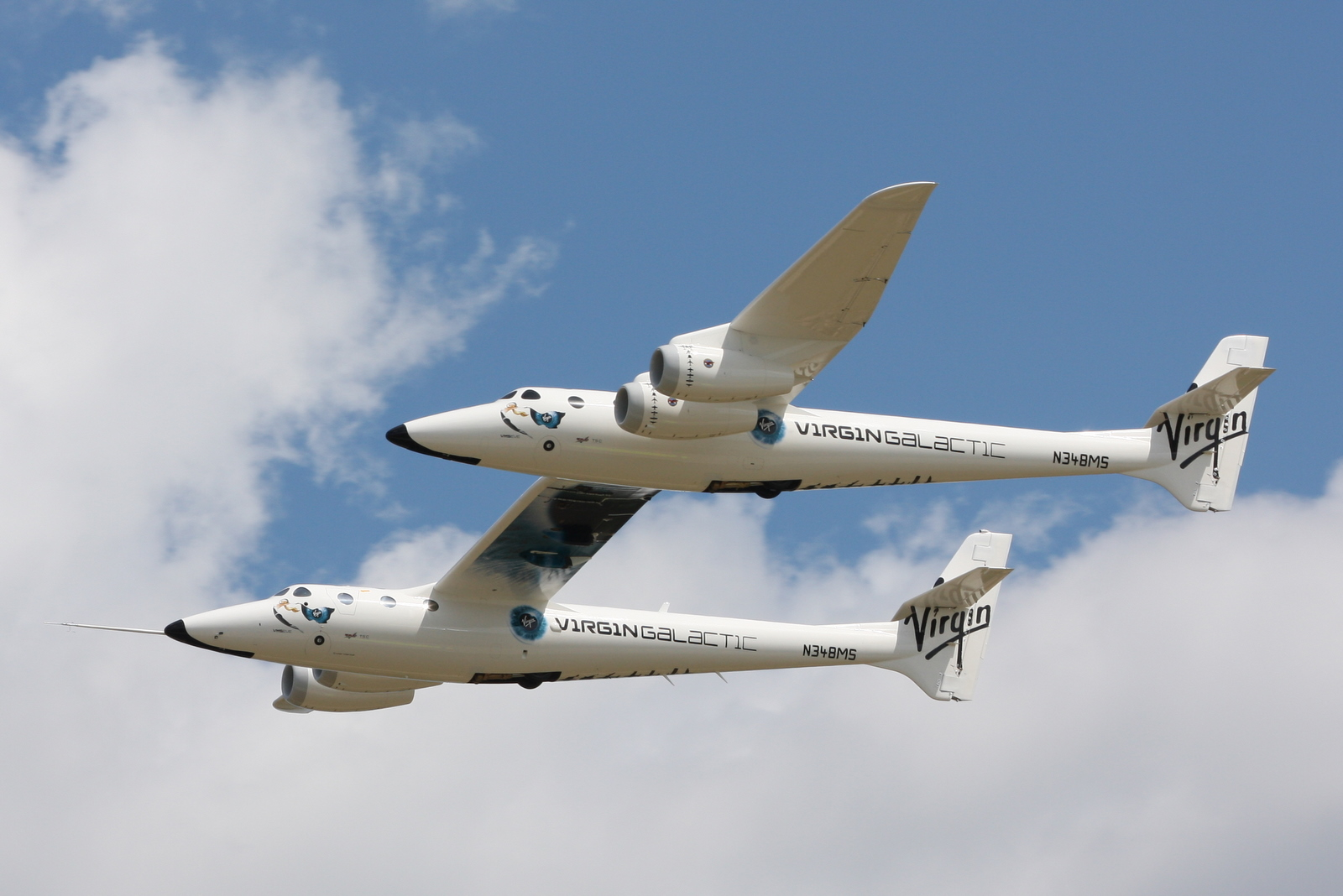

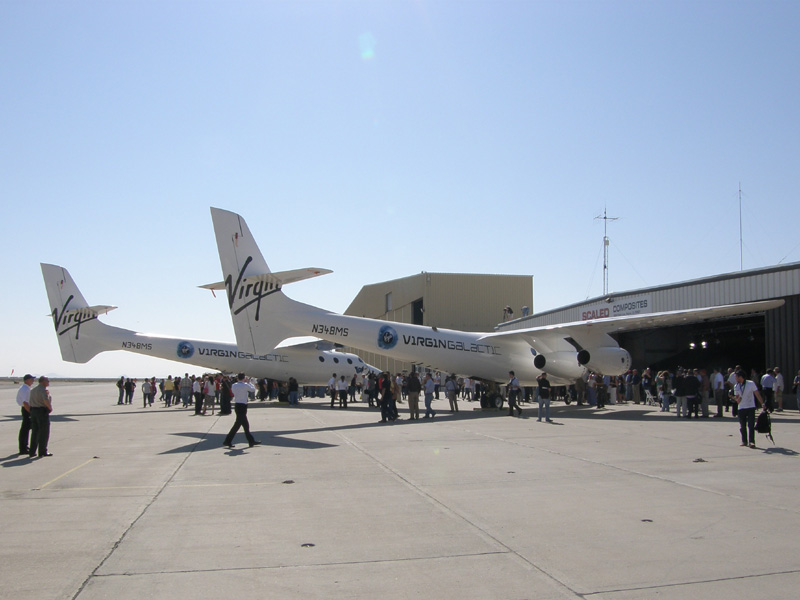

## 같이 보기
- 버진 그룹